# إم إكس فيرسيس أي تي في ريفلكس
إم إكس فيرسيس أي تي في ريفلكس (بالإنجليزية: MX vs. ATV Reflex)‏، هي لعبة فيديو إلكترونية من نوع رياضة الدراجات النارية والدبابات، طورها رينبو ستوديوز ونشرها شركة تي إتش كيو الأمريكية سنة 2009م، وتعمل لأنظمة التشغيل العديدة ومنها: بلاي ستيشن 3 وإكس بوكس 360 ومايكروسوفت ويندوز.